# 3306 Byron
3306 Byron este un asteroid din centura principală, descoperit pe 24 septembrie 1979 de Nikolai Cernîh.